# Anatextrix monstrabilis
Espèce
Anatextrix monstrabilis est une espèce d'araignées aranéomorphes de la famille des Agelenidae.

## Distribution
Cette espèce est endémique de la province d'Adana en Turquie,. Elle se rencontre vers Pozantı.

## Description
Le mâle holotype mesure 6,28 mm et la femelle paratype 6,33 mm.

## Systématique et taxinomie
Cette espèce a été décrite par Kaya, Zamani, Yağmur et Marusik en 2023.

## Publication originale
- Kaya, Zamani, Yağmur & Marusik, 2023 : « A new species of Anatextrix Kaya, Zamani, Yağmur & Marusik, 2023 (Araneae, Agelenidae, Textricini) from southern Türkiye, with a remarkable morphology of the male palpal femur. » Zoosystematics and Evolution, vol. 99, no 2, p. 299-305 (texte intégral).